# Diadelia obliquata
Diadelia obliquata är en skalbaggsart som beskrevs av Stefan von Breuning 1948. Diadelia obliquata ingår i släktet Diadelia och familjen långhorningar.
Artens utbredningsområde är Madagaskar. Inga underarter finns listade i Catalogue of Life.